# Oligonychus grewiae
Oligonychus grewiae är en spindeldjursart som beskrevs av Meyer 1965. Oligonychus grewiae ingår i släktet Oligonychus och familjen Tetranychidae. Inga underarter finns listade i Catalogue of Life.